# Guerra Realista
La Guerra Realista, Guerra Constitucional o guerra civil de 1822-1823 fue un conflicto armado que se vivió en España durante el último año y medio del Trienio Liberal. Comenzó en la primavera de 1822 —no hay acuerdo entre los historiadores sobre el momento exacto de su inicio— con la extensión de las acciones y del número de las partidas realistas que ya venían actuando desde la primavera de 1821 con el propósito de restablecer el poder absoluto del rey Fernando VII. Le hicieron frente los ejércitos constitucionales que defendían el régimen liberal instaurado tras el triunfo de la Revolución de 1820. Tuvo como escenario fundamental Cataluña, Navarra y el País Vasco y en una primera fase las fuerzas realistas fueron derrotadas viéndose obligadas a refugiarse en Francia (o en Portugal). La guerra dio el vuelco definitivo a favor de los realistas cuando el 7 de abril de 1823 comenzó la invasión del ejército francés de los Cien Mil Hijos de San Luis que contó con el apoyo de tropas realistas españolas reorganizadas en Francia y de las partidas realistas que habían conseguido sobrevivir a la ofensiva constitucionalista. El 30 de septiembre de 1823 el rey Fernando VII era «liberado de su cautiverio» y al día siguiente abolía la Constitución de 1812, restaurando así el absolutismo.
La guerra civil de 1822-1823 está considerada por algunos autores como la primera guerra civil de la historia contemporánea de España, y, según el historiador Pedro Rújula, formaría parte del ciclo de guerras —iniciado con la Guerra de la Convención (1793-1795) y que culmina con la Primera Guerra Carlista (1833-1840)— «caracterizado por el choque entre revolución y contrarrevolución». Los realistas retomaron la divisa «Religión, Rey y Patria», utilizada durante la Guerra de la Convención y por un sector de los «patriotas» —los «serviles» identificados con el Antiguo Régimen— durante la Guerra de la Independencia.
Pero no solo los realistas recurrieron a la religión para justificar sus posiciones y combatir a sus enemigos —llegaron a utilizar el término Cruzada para referirse a la guerra que estaban librando—, también los liberales. El diario liberal El Universal decía que los frailes que se habían sumado a las rebelión realista «han dado el triste y escandaloso testimonio de su irreligión, de su inmoralidad, de su hipocresía, de su ingratitud». En este sentido no es casual que las autoridades constitucionales de Barcelona decidieran trasladar a la ciudad la imagen de la Virgen de Montserrat para evitar que cayera en manos de los realistas.

## Antecedentes
El pronunciamiento de Riego en Las Cabezas de San Juan había restablecido la Constitución de 1812, que Fernando VII juró por primera vez el 9 de marzo de 1820. No obstante, la «contrarrevolución» comenzó desde ese mismo momento, ya que Fernando VII nunca llegó a aceptar el régimen constitucional y desde el principio conspiró para derribarlo.
El brazo armado de la «contrarrevolución» fueron las partidas realistas, organizadas por absolutistas exiliados en Francia y conectados con el Palacio Real. Los métodos y la forma de operar de las partidas eran muy semejantes a los que había utilizado la guerrilla durante la Guerra de la Independencia (precisamente alguno de aquellos guerrilleros militarán ahora en el bando realista). Aunque algunas empezaron a actuar en 1820, las partidas realistas experimentaron un gran crecimiento  a partir de la primavera de 1821 como consecuencia de la conexión de la contrarrevolución de las viejas élites reaccionarias, con la «antirrevolución» de las clases populares «agraviadas cultural y socialmente por la praxis revolucionaria y liberal». «La confluencia entre la contrarrevolución y la antirrevolución bajo la hegemonía de la primera, conformó el bloque que denominamos "realista" porque lo que las unifica es la lucha contra el sistema constitucional y la defensa del poder absoluto del rey y de la hegemonía cultural de la Iglesia católica».
Precisamente será la Iglesia católica, decantada mayoritariamente en contra del régimen liberal a causa de la desamortización, la que desempeñará un papel decisivo en la formación y la consolidación de esta alianza entre las élites contrarrevolucionarias y las capas populares «antirrevolucionarias». Entre otras razones porque le proporcionó al bloque realista el soporte ideológico al desarrollar un discurso de «guerra religiosa» que caló sobre todo en el mundo rural.
Y en la cúspide de la contrarrevolución se encontraba el rey. Instalado a partir de marzo de 1822 en el Palacio de Aranjuez, estableció de forma más discreta que en Madrid contactos y reuniones con nobles, diplomáticos, altos funcionarios y militares contrarios al régimen constitucional así como con los embajadores de las monarquías europeas y con el nuncio de la Santa Sede. También desde allí encomendó misiones secretas fuera de España a hombres de su confianza. El papel del rey era, por encima de todo, «dotar de coherencia a la contrarrevolución aportando el elemento que le diera unidad al movimiento; la de un rey paternal, querido por el pueblo —tanto que toma las armas en su defensa— y despojado de su legítimo trono por una minoría conspiradora y sectaria». 
Durante la primavera de 1822 se incrementaron notablemente las acciones de las partidas realistas y hubo varios conatos de rebeliones absolutistas que culminaron en el fracasado golpe de Estado de julio de 1822, que encabezó el propio rey y protagonizó la Guardia Real.

## La guerra

### La ofensiva realista
A partir de la primavera de 1822 «las partidas [realistas] convergieron en batallones mejor organizados y se extendieron por casi todo el territorio, formando el conocido como "ejército de la fe"», que contaría entre 25 000 y 30 000 hombres. El levantamiento realista fue organizado desde el exilio y contó con una tupida red contrarrevolucionaria en el interior (en cuya cúspide se situaría el rey Fernando VII). Se extendió de tal manera que «durante el verano y el otoño en Cataluña, País Vasco y Navarra se vivió una verdadera guerra civil en la que era imposible quedar al margen, y de la que salió muy mal parada la población civil de uno y otro bando: represalias, requisas, contribuciones de guerra, saqueos, etc.». El marqués de Miraflores escribió en sus Apuntes histórico-críticos (1834) que Cataluña en «mayo y junio presentaba ya el triste aspecto de una guerra civil», a la que se sumaron Vizcaya y Guipúzcoa, infestadas de partidas, y Aragón y Galicia, con bandas de «100 a 200 hombres». Miraflores concluía que en vísperas de la «Jornada del 7 de Julio» de 1822 «España [ofrecía] el horrible espectáculo de una sangrienta guerra civil».
El hecho decisivo que inició la guerra civil (o le dio el impulso definitivo) fue la toma por los jefes de las partidas realistas Romagosa y El Trapense, al mando de una tropa de dos mil hombres, de la fortaleza de la Seo de Urgel el 21 de junio. Al día siguiente se estableció allí la Junta Superior Provisional de Cataluña, que se esforzó por crear un ejército regular y establecer una administración en las zonas del interior de Cataluña ocupadas por los realistas. Mes y medio después, el 15 de agosto, se instaló allí la que sería conocida como la Regencia de Urgel, «establecida a solicitud de los pueblos» y «deseosa de libertar a la Nación y a su Rey del cruel estado en que se encuentran». «Tanto en términos estratégicos como en términos simbólicos, el establecimiento de una capital que encarnaba la contestación al régimen constitucional suponía un importante avance», han señalado Pedro Rújula y Manuel Chust. La idea de instaurar una Regencia había sido defendida por el marqués de Mataflorida —de hecho en junio había recibido poderes del rey para establecerla— y además era una de las exigencias del gobierno francés para prestar apoyo a los realistas. La Regencia quedó formada por el propio Mataflorida, el barón de Eroles, y Jaime Creus, arzobispo de Tarragona, asesorados por un pequeño gobierno formado por Antonio Gispert responsable de Estado, Fernando de Ortafà en Guerra y Domingo María Barrafón, responsable del resto de secretarías del Despacho. La creación de la Regencia se «justificaba» por la idea defendida por los realistas de que el rey estaba «cautivo», «secuestrado» por los liberales, de la misma forma que lo había estado por Napoleón durante la guerra de la Independencia. De hecho la primera proclama de la Regencia comenzaba diciendo que se había constituido «para gobernar [a España] durante el cautiverio de S.M.C. el señor don Fernando VII». Otro de los argumentos utilizados era el escaso apoyo popular que, según los realistas, tenía el régimen constitucional. Así aparecía en el Manifiesto que los amantes de la Monarquía hacen a la Nación Española, a las demás potencias y a los Soberanos del marqués de Mataflorida que circuló por toda Europa: «El pueblo inmóvil y espantado no tomó parte en tal traición [la revolución] que siempre reprobó con indignación silenciosa comprimida por la fuerza».

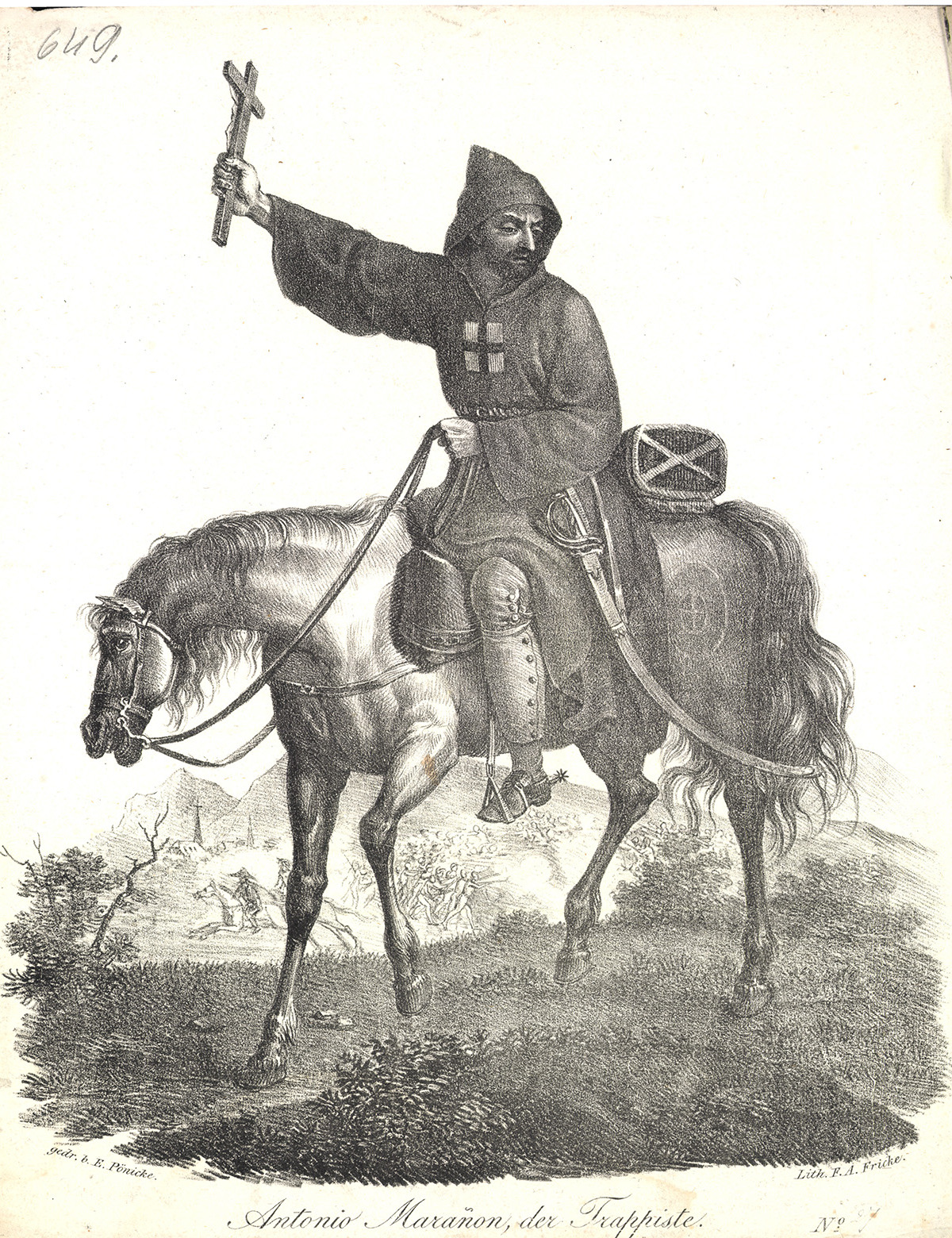
Antonio Marañón, el Trapense, litografía de Friedrich August Fricke (1784-1858). «El Trapense«», fue uno de los jefes de partidas realistas más conocidos. Según el afrancesado Sebastián Miñano su «extravagante» indumentaria («Porta siempre un sayal y una capa idéntica, con una capucha bastante elevada. Tenía la cabeza afeitada. Un crucifijo suspendido sobre su pecho; lleva un gran rosario como cinturón») «ha contribuido singularmente a exaltar a los pueblos en su favor, porque lo miran como a un hombre inspirado por Dios, comparable a aquellos de los se hablan en las escrituras».

A partir de la constitución de la Regencia de Urgel, que «dotó a la contrarrevolución de una dirección centralizada y de una cierta coherencia ideológica», los realistas consolidaron su dominio sobre amplias zonas del nordeste y del norte de España estableciendo sus propias instituciones para administrar el territorio que controlaban: Juntas de Cataluña, Navarra, Aragón, Sigüenza y del País Vasco, esta última presidida por el general Vicente Quesada y que contaba con un vocal por cada una de las tres provincias. El Barón de Eroles, héroe de la defensa de Gerona durante la Guerra de la Independencia Española, fue nombrado Generalísimo de los Ejércitos Realistas en Cataluña y extendió la sublevación, tomando las ciudades de Balaguer, Puigcerdá, Castellfollit de Riubregós y Mequinenza.
Por otro lado, la formación de la Regencia fue recibida con entusiasmo por las cortes europeas, aunque no tanto por la francesa porque la Regencia había proclamado como objetivo la restauración del absolutismo, mientras que Francia seguía apostando por el establecimiento en España de un régimen de Carta Otorgada, como el suyo. Un representante de la Regencia, el conde de España, acudió al Congreso de Verona, mientras que el Gobierno español no fue invitado. Por su parte el rey Fernando VII seguía carteándose en secreto con las cortes europeas para pedirles que vinieran a «rescatarlo». En una carta enviada al zar de Rusia en agosto de 1822, el mismo mes en que se constituyó la Regencia de Urgel, le decía: «Coteje la penetración de V.M.Y. los resultados perniciosos que en dos años ha producido el sistema constitucional, con los muy ventajosos que produxeron [sic] los seis años del régimen que llaman absoluto».
Entre los factores que explicarían el éxito de los levantamientos de los realistas los historiadores han destacado que los contrarrevolucionarios supieron aprovechar el descontento del campesinado con la política económica y fiscal de los liberales. «El campesinado tendía a identificar el liberalismo con una fiscalidad muy agresiva y con un régimen económico lesivo para sus intereses, porque sustituía el pago en especies de impuestos y derechos señoriales por su pago en metálico, siempre más gravoso en economías escasamente integradas en el mercado y poco monetarizadas», a lo que «se añade la crisis que vivía la agricultura española —y europea— por la caída general de los precios —un descenso de un 50 por ciento en apenas diez años—». «Es decir, un complejo mundo social que nutre la resistencia al cambio», que incluye «por arriba las elites del mundo estamental». «Para todos el liberalismo era la alteración, en unos casos más tangible para sus economías o sus privilegios y en general para su mundo mental y pautas seculares de vida».
Ramon Arnabat ha añadido los seis factores siguientes: «la labor conspirativa de la dirección contrarrevolucionaria y el apoyo económico que ésta facilitó, bajo la protección francesa»; «la debilidad militar de los constitucionales, tanto por la escasa dotación de tropas como por la incapacidad de algunos de sus jefes»; «el papel agitador y canalizador que jugó buena parte del clero»; «la actuación de los jefes de partida que fueron una pieza clave del encaje entre la contrarrevolución y la antirrevolución, gracias a la ayuda de sectores de los campesinos acomodados»; «la actitud de los ayuntamientos, algunos comprometidos con los realistas y otros indiferentes, que permitieron el libre movimiento de las partidas y dificultaron la acción de los constitucionales»; y «la utilización de la guerra de guerrillas y la movilización del somatén en acciones puntuales que permitió integrar diversos sectores sociales en la contrarrevolución».
Ramón Solans, por su parte, ha destacado el papel fundamental que desempeñó el clero. Cita al diputado liberal José María Moscoso que en un informe que presentó a las Cortes escribió: «Apenas se ha levantado partida en España que no contase en sus filas y a su frente indignos ministros de una religión dulce y tolerante por esencia». También cita la arenga de un párroco de Gerona de agosto de 1822 con el propósito de movilizar a los miembros de las partidas realistas que formaban «los ejércitos de la fe»:

Causa pública llaman los ejércitos de la fe a la fe de Jesucristo, y causa pública llaman los constitucionales a la Constitución. Por eso los de la fe llevan la cinta de "Morir por la Religión" y los otros la de "Constitución o Muerte" y ¿qué cristiano católico dudará ni un momento el partido que debe abrazar? ¿Quién de vosotros no conoce al instante la verdadera causa pública? Es, que vosotros mismos lo habéis de decir ¿cuál queréis más? la fe o la liberté. La Religión o el Ateísmo. A Cristo o a la Constitución.
Todos gritaron viva la fe de Jesucristo. Viva la Religión: Muera, muera la Constitución. En seguida bajó el cura del púlpito, montó en su caballo y le siguieron todos los mozos del pueblo.

### La contraofensiva liberal: la derrota del realismo

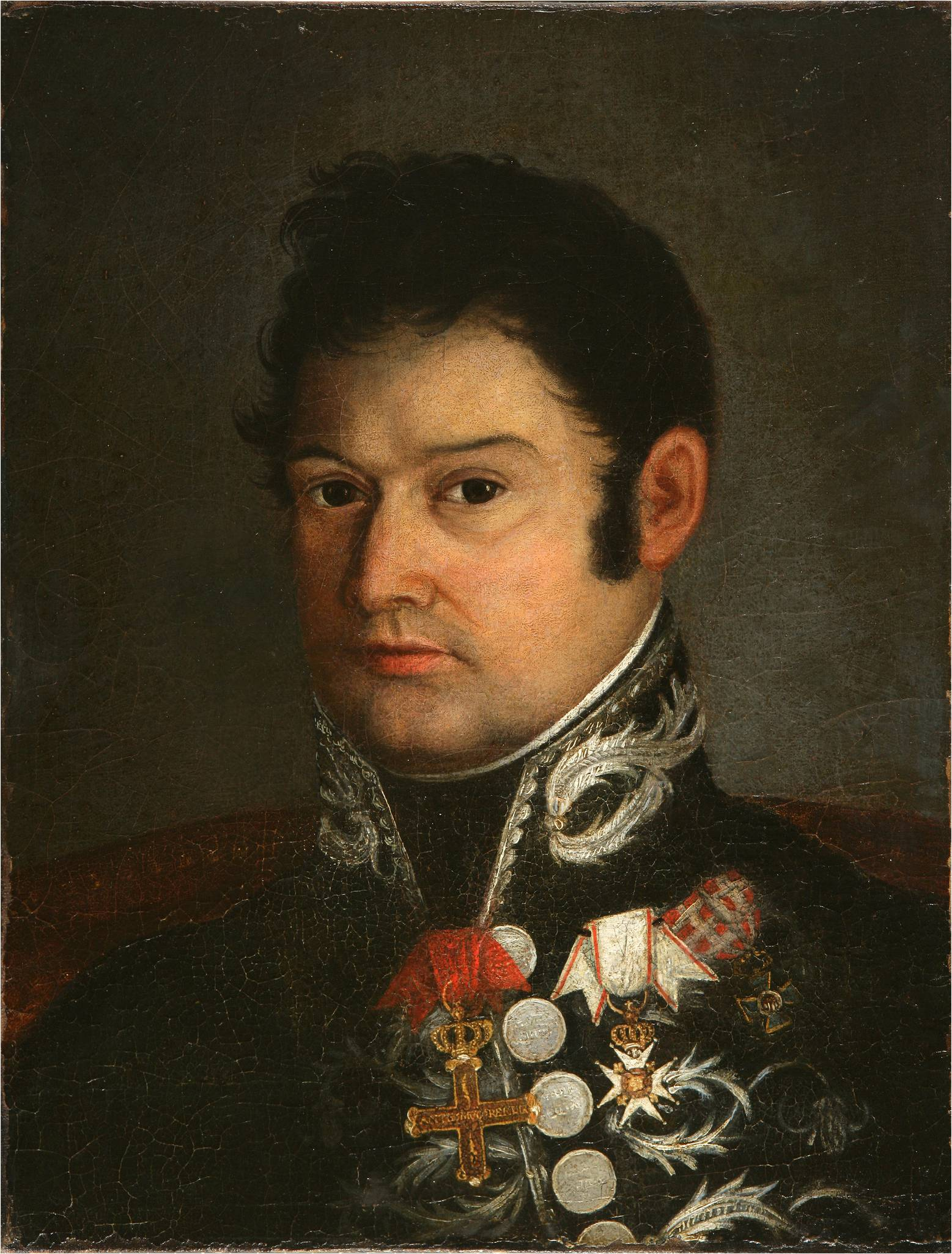
Retrato del general liberal Francisco Espoz y Mina, que consiguió derrotar a los realistas que se vieron obligados a huir a Francia.

Para hacer frente a la crítica situación que se estaba viviendo en la mitad norte de España se convocaron Cortes extraordinarias que se inauguraron el 7 de octubre. Allí se tomaron una serie de decisiones para frenar la ofensiva realista. Se suprimieron algunos conventos por creerlos un nido de absolutistas, lo que era cierto; se hicieron enfáticas declaraciones patrióticas y en honor del Siete de Julio, para levantar el espíritu público —a lo que también contribuyó la fundación ese mismo mes de octubre de la Sociedad Landaburiana, que tomaba el nombre de Mamerto Landáburu, una de las primeras víctimas de la sublevación absolutista de julio—; y se adoptaron medidas militares para mejorar la eficiencia del Ejército. Por su parte el gobierno liderado por Evaristo San Miguel decretó en octubre de 1822 una quinta general extraordinaria destinada a reclutar 30 000 soldados y consiguió que las Cortes le autorizaran para reemplazar discrecionalmente a los jefes militares que considerara desafectos a la causa constitucional. También acordó el envío de tropas de refuerzo a Cataluña, Navarra y el País Vasco.
Las medidas militares adoptadas por las Cortes y por el Gobierno —que se sumaban a la declaración del estado de guerra en Cataluña el 23 de julio— dieron sus frutos y durante el otoño y el invierno de 1822-1823, tras una dura campaña que duró seis meses, los ejércitos constitucionales, uno de cuyos generales era el antiguo guerrillero Espoz y Mina, le dieron la vuelta a la situación y obligaron a los realistas de Cataluña, Navarra y País Vasco a huir a Francia (unos 12 000 hombres) y a los de Galicia, Castilla la Vieja, León y Extremadura a huir a Portugal (unos 2000 hombres). En noviembre la propia Regencia tuvo que abandonar Seo de Urgel, cuyo sitio por el ejército de Espoz y Mina había empezado en octubre tras tomar Cervera el mes anterior, y cruzar la frontera. La caída de la Seo de Urgel supuso «una derrota de enormes dimensiones». «Otro tanto sucedió con los éxitos realistas en poblaciones como Balaguer, Puigcerdá, Castelfullit o Mequinenza...».
El 27 de octubre de 1822 las tropas realistas navarras, organizadas en la autodenominada División Real de Navarra al mando del mariscal de campo Vicente Genaro de Quesada y que el 6 de junio de 1822 había cruzado los Pirineos, son derrotadas en la batalla de Nazar. Quesada es destituido por la Regencia, que nombra como sustituto al teniente general Carlos O'Donnell y Anhetan, padre de Leopoldo O'Donnell, militar y futuro presidente del Consejo de Ministros durante el Reinado de Isabel II. En enero el general Torrijos, al mando de las tropas constitucionalistas, derrota a las tropas realistas navarras y toma el fuerte de Irati el 12 de enero de 1823. Tras las derrotas en Cataluña y Navarra, los realistas responden con el avance de Jorge Bessières hacia Madrid y se apoderan de Guadalajara, amenazando la capital del reino. Pero de allí los desaloja el ejército al mando de El Empecinado y se repliegan hacia el Tajo, perseguidos por los constitucionalistas.
Según Ramon Arnabat, la victoria de los constitucionales se debió a cinco factores: «Primero, por primera vez el ejército constitucional disponía de unos jefes con prestigio y de una estrategia político-militar en función de la cual se movilizaron todos los recursos bélicos disponibles en las tres regiones citadas [Cataluña, Navarra y País Vasco]. Segundo, la estrategia diseñada se mostró acertada para derrotar a los realistas ya que se fue ocupando progresivamente el terreno que dominaban, sin dejar que las partidas se rehiciesen ni se reorganizasen detrás de las filas constitucionales tal como había sucedido hasta entonces. Tercero, la división de la dirección contrarrevolucionaria [entre Mataflorida y Eguía] dificultó enormemente que llegasen los recursos necesarios para mantener las tropas realistas en condiciones y para que las partidas pudiesen armarse y equiparse convenientemente...; Cuarto, la táctica de la guerra de guerrillas y la autonomía de los jefes de las partidas realistas en la definición de su estrategia militar... se mostró el principal defecto en el momento  de hacer frente a la ofensiva de un ejército mejor organizado y más numeroso que los batió en todos los frentes. Quinto, los realistas comenzaron a perder el apoyo popular desde el momento en que pudieron ejercer su dominio sobre zonas determinadas del territorio, ya que los habitantes de esas zonas se vieron sometidos a las exigencias de los jefes militares realistas y a contribuciones extraordinarias que desmentían sus proclamas».
Tras la derrota quedó claro que la única opción que quedaba era la intervención extranjera. Como han destacado Pedro Rújula y Manuel Chust, «el fracaso de la insurrección realista en la segunda mitad de 1822 reforzó todavía más la vía de la intervención militar exterior». El conde de Villèle, jefe del gobierno francés que había prestado un considerable apoyo a las partidas realistas, dirá: «los realistas españoles, ni que les ayuden otros gobiernos, no podrán hacer jamás la contrarrevolución en España sin el socorro de un ejército extranjero». Con esta declaración se daba el primer paso para la aprobación de la invasión de España por los Cien Mil Hijos de San Luis.

### La intervención extranjera: derrota de los constitucionalistas
| Voluntarios Realistas (Vanguardia) 35.000 efectivos - División de Navarra del conde de España - División de las Provincias Vascongadas del general Quesada - División de Cataluña del general Eroles Ejército francés 55.000 efectivos - 1º División del Duque Reggio - 2º División del Conde Molitor - 3ª División del Principe Hohenlohe - 4º División de Moncey (dirigida sobre Cataluña) - 5º División del conde Bordessoulle Total 90.000 efectivos, conscriptos sin instrucción. |

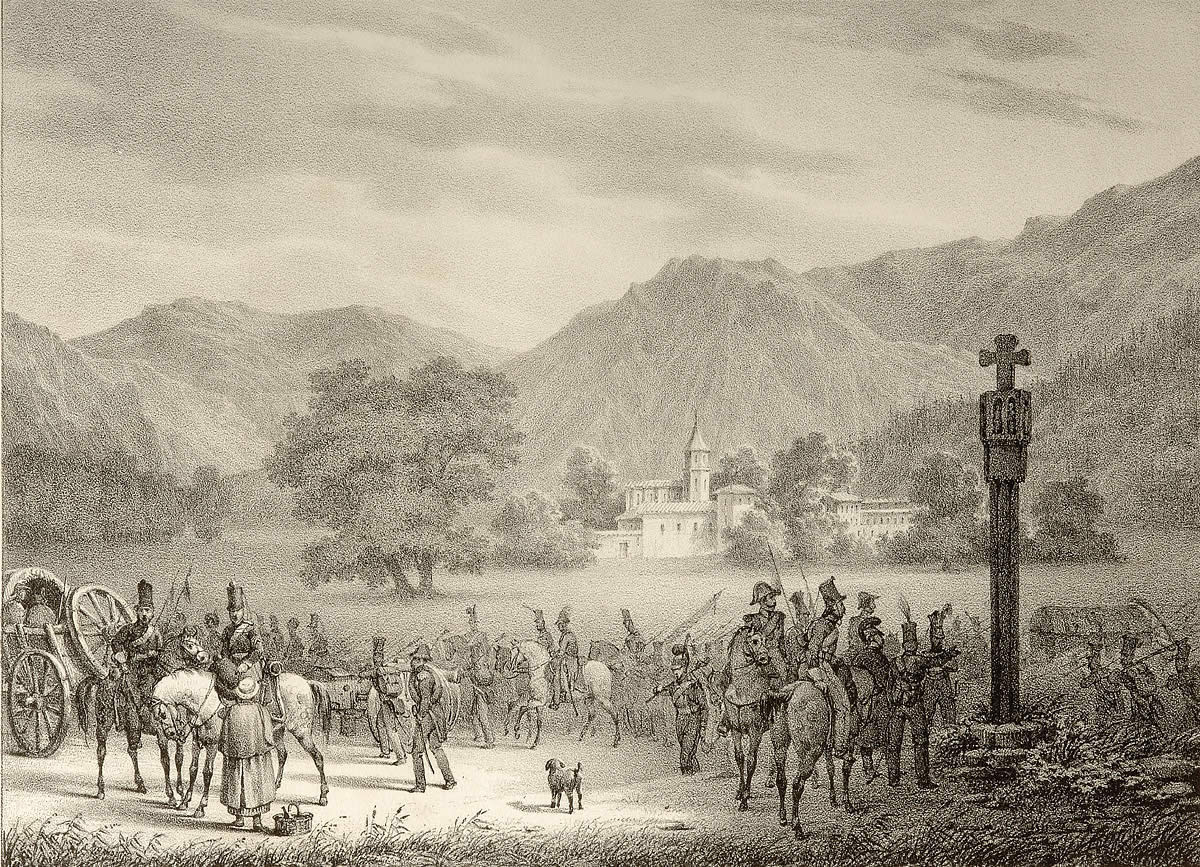
"Planicie de Roncesvalles, 1823". Ilustración que muestra el paso de los Cien Mil Hijos de San Luis por Roncesvalles.

El 7 de abril de 1823 empezaron a atravesar la frontera española los «Cien Mil Hijos de San Luis». Eran entre 80 000 y 90 000 hombres —con 22 000 caballos y 108 cañones—, que al final de la campaña sumarían 120 000, parte de los cuales ya habían participado en la anterior invasión francesa de 1808, con Napoleón). Contaron con el apoyo de tropas realistas españolas que se habían organizado en Francia antes de la invasión —entre 12 000 y 35 000 hombres, según las diversas fuentes— a las que se fueron sumando conforme fueron avanzando las partidas realistas que habían sobrevivido a la ofensiva del ejército constitucional. Diversos historiadores, como Juan Francisco Fuentes, han destacado la paradoja de que muchos de los integrantes de las partidas y de las tropas realistas de apoyo habían luchado quince años antes contra los franceses en la Guerra de la Independencia. Un observador francés también subrayó el distinto comportamiento del pueblo español en 1808 y en 1823 y puso como ejemplo la ciudad de Zaragoza que había hecho frente a dos sitios de las tropas napoleónicas en 1808 y en 1809 y que en 1823 había recibido a las tropas francesas entre gritos de «Viva la Religión y Viva el Rey»:

La lección parecía más impactante todavía el 26 de abril [de 1823], cuando nuestras tropas entraron, batiendo tambores, banderas al viento, en Zaragoza. Las campanas y rejos de Nuestra Señora del Pilar sonaban con toda su fuerza en honor de aquellos contra quiénes, menos de quince años antes, los aragoneses habían sostenido dos sitios encarnizados.

Los invasores tuvieron mucho cuidado en no repetir los mismos errores que en la invasión napoleónica de 1808 —por ejemplo, no recurrieron a las requisas para abastecer a las tropas— y se presentaron como los salvadores que venían a restablecer la legitimidad y el orden, como lo demostraría que contaban con el apoyo de los realistas españoles. En la proclama hecha a los españoles antes de iniciar la invasión se decía que su intención era acabar con esa «facción revolucionaria que ha destruido en vuestro país la autoridad real, que tiene cautivo a vuestro rey, que pide su deposición, que amenaza su vida y la de su familia, [y que] ha llevado al otro lado de vuestras fronteras sus culpables esfuerzos». Pedro Rújula comenta: «la invasión era argumentada siguiendo el patrón justificativo que había propuesto Fernando VII en sus peticiones de ayuda a las cortes europeas». A los invasores les acompañaba una autodenominada Junta Provisional de España e Indias que se estableció en Oyarzun el 9 de abril. La presidía Francisco de Eguía y la integraban el barón de Eroles, que ya había formado parte de la Regencia de Urgel, Antonio Gómez Calderón y Juan Bautista Erro.
Para hacer frente a los entre 90 000 y 110 000 invasores franceses apoyados por unos 35 000 realistas españoles, el ejército constitucional español solo contaba con unos 50 000 hombres —aunque algunos autores han aumentado la cifra a 130 000, pero reconociendo que tenían un distinto grado de organización y preparación—, lo que lo situaba en una posición de manifiesta inferioridad, y, según Víctor Sánchez Martín, el gobierno del liberal exaltado Evaristo San Miguel, a pesar de que había adoptado medidas enérgicas (como la quinta extraordinaria de 30 000 soldados), «apenas tuvo tiempo de preparar al ejército para la inminente invasión francesa». Organizó las fuerzas españolas en cuatro ejércitos, aunque el único que realmente hizo frente a las tropas francesas fue el comandado por el general Francisco Espoz y Mina, antiguo guerrillero de la Guerra de la Independencia, en Cataluña. La consecuencia fue que el ejército francés avanzó hacia el sur con relativa facilidad —el 13 de mayo entraba en Madrid—, aunque la rapidez de la campaña puede resultar engañosa ya que los franceses habían dejado atrás la mayor parte de las plazas fuertes sin ocuparlas.
La razón por la que los generales españoles, a excepción de Espoz y Mina (y de Torrijos y el propio Rafael del Riego, apresado a mediados de septiembre y acusado de «atroces crímenes»), se rindieran sin prácticamente combatir ha sido objeto de polémica. En 1834 un diputado de las Cortes del Estatuto Real, Pedro Alcalá-Zamora Ruiz de Tienda, lo achacó al «deslumbramiento» que produjo en ellos lo que les dijo el duque de Angulema de que «no venía a destruir la libertad ni las leyes vigentes, sino a modificarlas, a nivelarlas con las de su país». Otro contemporáneo de los hechos denunció que habían sido sobornados por «el oro que la misma Santa Alianza había esparcido por la nación para extraviar y dividir los ánimos». «La nación no fue culpable...; fue seducida por el oro y avasallada por cien mil bayonetas extrangeras [sic]». De hecho el duque de Angulema había recibido instrucciones de ganarse a los generales, ministros y diputados a Cortes «sin ahorrar ni cuidados, ni promesas, ni dinero». El historiador Juan Francisco Fuentes apunta otro factor: la desmoralización que provocó el derrotismo que demostraron el gobierno liberal y las Cortes al decidir abandonar Madrid incluso antes de que se iniciara la invasión para instalarse primero en Sevilla y finalmente en Cádiz.

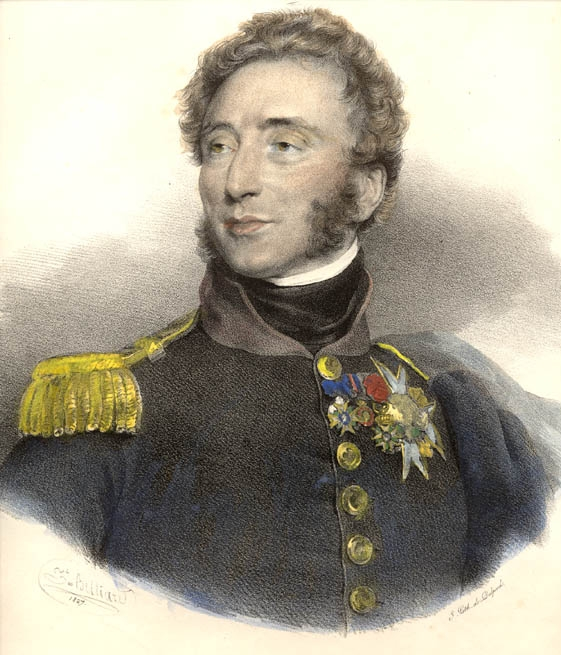
El duque de Angulema, comandante en jefe de los Cien Mil Hijos de San Luis.

A excepción de varias ciudades, algunas de las cuales lucharon con heroísmo (como Pamplona, que resistió el asedio hasta septiembre, o como Barcelona o Cartagena que siguieron luchando hasta noviembre, cuando el régimen constitucional hacía más de un mes que había sido derribado), no hubo una resistencia popular a la invasión, ni se formaron guerrillas antifrancesas como durante la Guerra de la Independencia (más bien ocurrió lo contrario: las partidas realistas se sumaron al ejército francés). Así lo constató el marqués de Someruelos en 1934: «Vinieron cien mil franceses, es verdad; pero esta fuerza armada, ni la de doscientos, ni cuatrocientos mil franceses no hubieran subyugado a la nación si ésta no hubiera querido». Según Josep Fontana, la razón fundamental de «la pasividad de una gran parte de la población española, y en especial de los campesinos», fue la política agraria del Trienio que no satisfizo las aspiraciones de estos últimos —la gran mayoría de la población— «que se cifraban en la supresión de las cargas feudales, incluido el diezmo, y en la posibilidad de acceso de los cultivadores a la propiedad amortizada eclesiástica».
También tuvo un papel relevante, según Fontana, la política fiscal que «cayó muy duramente sobre los campesinos, al exigirles nuevos tributos en metálico, en momentos en que, con la baja de los precios, les resultaba mucho más difícil obtener dinero». Algunos liberales ya lo advirtieron —muchos pueblos «no pueden pagar en dinero, pero sí en granos»— pero los que supieron aprovechar el descontento rural causado por los impuestos en metálico fueron los realistas. En una proclama de agosto de 1821 dirigida a los labradores de Zaragoza se denunciaba que éstos se matan «a trabajar para después vender vuestros frutos por precios sumamente bajos a cuatro abaros [sic]...». El propio duque de Angulema así se lo comunicó al conde de Villèle: «El rey tiene de su parte al clero y al bajo pueblo. Todo lo que es señor, propietario o burgués está en contra, o desconfía de él, con muy escasas excepciones».
Ángel Bahamonde y Jesús Antonio Martínez apuntan otro factor: que cuando los liberales hicieron el llamamiento a la resistencia como en 1808 no comprendieron que la situación que se estaba viviendo en 1823 era muy diferente. «En 1823 los liberales no entendieron que el nacionalismo emocional de 1808 no estaba necesariamente edificado todavía sobre un proyecto político liberal consistente, es decir, 1808 había sido una respuesta más antifrancesa que liberal, lo que ayudaría a entender la aparente paradoja: el invasor era el mismo, pero el de 1808 era hijo de la revolución y de 1823 del legitimismo. [...] De esta forma los liberales calcularon mal sus soportes sociales y, en general, la respuesta fue la indiferencia».
Cuando el 23 de mayo el duque de Angulema entró en Madrid nombró una Regencia integrada por el duque del Infantado, el duque de Montemart, el obispo de Osma, el barón de Eroles y Antonio Gómez —estos dos últimos ya habían formado parte de la Junta Provisional de Oyárzun—. Angulema lo justificó diciendo: «Ha llegado el momento de establecer de un modo solemne y estable la regencia que debe encargarse de administrar el país, de organizar el ejército, y ponerse de acuerdo conmigo sobre los medios de llevar a cabo la grande obra de libertar a vuestro rey». El 9 de junio las tropas francesas atravesaban Despeñaperros, derrotando a las fuerzas del general Plasencia que les hizo frente, quedando así expedito el camino hacia Sevilla, donde en ese momento se encontraban el Gobierno, las Cortes, el rey y la familia real, e inmediatamente se decidió el traslado a Cádiz a donde llegaron el 15 de junio.
Conforme iban avanzando hacia el sur las tropas francesas los realistas españoles desataron «una explosión general de violencia» que «cubrió el país de venganzas y atropellos, practicados sin sujetarse a ninguna autoridad ni seguir norma alguna» y cuyas víctimas fueron los liberales. El duque de Angulema se sintió en la obligación de intervenir y el 8 de agosto de 1823 promulgó la Ordenanza de Andújar que despojaba a las autoridades realistas de la facultad de llevar a cabo persecuciones y arrestos por motivos políticos, potestad que se reservaba a las autoridades militares francesas. El rechazo realista fue inmediato, desencadenándose «una insurrección de la España absolutista contra los franceses» que tuvo éxito ya que el 26 de agosto el duque de Angulema rectificó (oficialmente «aclaró» el decreto), presionado por el Gobierno francés preocupado por la crisis que se estaba viviendo y por la oposición a la Ordenanza de la Santa Alianza. El ámbito de aplicación de la Ordenanza quedó restringido a los oficiales y tropa comprendidos en las capitulaciones militares, con lo que aquella quedó derogada de facto. Una de las consecuencias de la campaña que se desató contra la Ordenanza de Andújar fue el reforzamiento del realismo extremista o ultra que llegó a formar sociedades secretas, entre las que destacó la «Junta Apostólica». Tras la marcha atrás en la Ordenanza, la «explosión múltiple y sangrienta de la violencia absolutista» continuó hasta el punto de que el historiador Josep Fontana la ha calificado de «terror blanco».
El 18 de junio las tropas francesas habían entrado en Sevilla y poco después habían comenzado el sitio de Cádiz, como ocurrió trece años atrás. En la noche del 30 al 31 de agosto las tropas francesas tomaban el fuerte del Trocadero y veinte días después el de Sancti Petri, con lo que la resistencia se hacía imposible. Cádiz esta vez no había contado con auxilio por mar como en 1810.El 5 de agosto de 1823 Fernando VII daría su último discurso en la ciudad al cierre de las Cortes, el cual sería contestado por el presidente de las mismas, a la sazón Juan Pedro Zulueta y Ceballos, conde de Torre-Díaz, de la siguiente manera: «En tal situación, digna es de pechos españoles la noble resolución de mantener constante la pelea hasta triunfar o perecer con gloria. ¿Y qué pretexto han elegido para unas hostilidades que serán por siempre el escándalo del mundo civilizado? Amparar la religión y sostener las prerrogativas del trono de V. M. reformando nuestra Constitución. Mas la religión no se ampara con los furores de la superstición de los siglos bárbaros, ni el trono y persona de V. M. se defienden, exponiéndolos al descrédito universal, con los excesos cometidos abusando de su nombre. Sobre todo, legiones extranjeras con las armas en la mano no intentan reformar la Constitución de ningún pueblo, sino destruir su libertad y violar sus más preciosos derechos; y con tal propósito obran ahora activamente los príncipes que hace poco tiempo debieron a nuestra firmeza y a la sublimidad de los principios que persiguen, los unos la restitución, los otros la conservación de sus tronos, y todos la seguridad de ese poder que hoy emplean para pagarnos con injurias y calamidades nuestros beneficios. Semejante proceder sólo puede hallar abrigo en la pérfida ingratitud de esos príncipes que se envilecieron y prosternaron ante un militar osado, ni pueden tener apoyo y complicidad sino en españoles degradados para quienes sean absolutamente extraños los sentimientos del honor e independencia nacional», para terminar evidenciando la «tan aciaga época en que los jefes de los pueblos europeos se han conjurado contra nosotros [los españoles]». El 24 de septiembre el general Armand Charles Guilleminot, jefe del Estado Mayor del Ejército francés, lanzó un ultimátum a los sitiados para que capitularan amenazándolos con que si la familia real era víctima de alguna desgracia «los diputados a Cortes, los ministros, los consejeros de Estado, los generales y todos los empleados del gobierno cogidos en Cádiz serán pasados a cuchillo». A continuación se reanudaron los bombardeos sobre la ciudad.

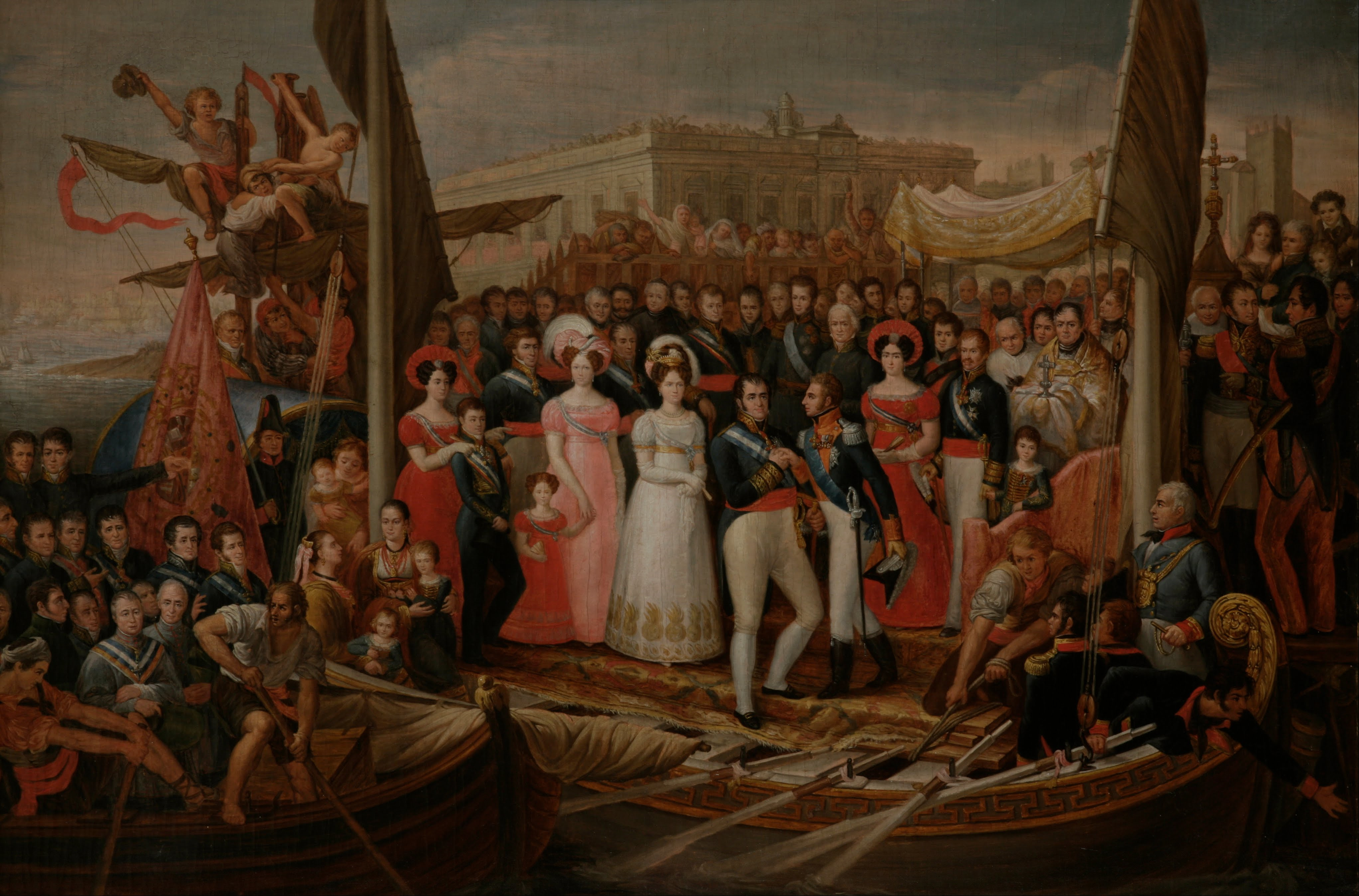
Cuadro de José Aparicio que representa el desembarco de Fernando VII en el Puerto de Santa María tras haber sido «liberado» de su «cautiverio» en Cádiz. Es recibido por el duque de Angulema, comandante de los Cien Mil Hijos de San Luis que han invadido España para «rescatarlo», y por el duque del Infantado, presidente de la Regencia absolutista nombrada por los franceses.

El 30 de septiembre de 1823, tras cuatro meses de asedio, el gobierno liberal tuvo que dejar marchar al rey Fernando VII que se reunió con el duque de Angulema —y con el duque del Infantado, presidente de la Regencia realista— el 1 de octubre en el Puerto de Santa María, al otro lado de la bahía de Cádiz que el rey la había atravesado a bordo de una falúa engalanada. Buena parte de los liberales que se encontraban en Cádiz huyeron a Inglaterra vía Gibraltar, pensando que el rey no cumpliría su promesa, hecha antes de ser «liberado», de «llevar y hacer llevar a efecto un olvido general, completo y absoluto de todo lo pasado, sin escepción [sic] alguna». No se equivocaban.
En cuanto Fernando VII se vio libre se retractó de la promesa que había hecho (ya el 27 de septiembre había escrito al duque de Angulema: «He prometido un olvido general en quanto [sic] a opiniones, no en quanto [sic] a hechos») y apenas desembarcado en el Puerto de Santa María promulgó otro decreto en el que derogaba toda la legislación del Trienio (con lo que tampoco cumplió la promesa que le había hecho al rey de Francia y al zar de Rusia de que no iba a «volver a reynar baxo del régimen que llaman absoluto»):

Son nulos y de ningún valor todos los actos del gobierno llamado constitucional, de cualquier clase y condición que sean, que ha dominado a mis pueblos desde el día 7 de marzo de 1820 hasta hoy, día 1.º de octubre de 1823, declarando, como declaro, que en toda esta época he carecido de libertad, obligado a sancionar leyes y a expedir las órdenes, decretos y reglamentos que contra mi voluntad se meditaban y expedían por el mismo gobierno.

Nada más quedar libre dijo: «La más criminal traición, la más vergonzosa cobardía, el desacato más horrendo a mi Real Persona, y la violencia más inevitable, fueron los elementos empleados para variar esencialmente el Gobierno paternal de mis reinos en un código democrático». Al llegar a Sevilla Fernando VII le escribió una carta al rey de Nápoles Fernando I que había vivido una experiencia revolucionaria similar a la suya, aunque mucho más breve, y que también había recuperado el poder gracias a una intervención exterior:

La Misericordia Divina ha querido en fin poner término a las penas con que se dignó probarme y unido a vuestra majestad por la semejanza de nuestras desgracias, como lo he estado siempre por amor y por los estrechos vínculos de parentesco, nada puede linsonjearme tanto como felicitar a vuestra majestad cordialmente y manifestarle que, restituido al libre ejercicio de mis derechos soberanos, no perdonaré medios de conservar y aumentar, si cabe, las agradables relaciones que de antiguo nos unen.

## La violencia anticlerical y clerical durante la guerra
A diferencia de las Cortes de Cádiz, las Cortes del Trienio abordaron la desamortización eclesiástica, en relación con los bienes del clero regular. Así el decreto de 1 de octubre de 1820 suprimió «todos los monasterios de las órdenes monacales; los canónigos regulares de San Benito, de la congregación claustral tarraconense y cesaraugustana; los de San Agustín y los premonstratenses; los conventos y colegios de las órdenes militares de Santiago, Calatrava, Montesa y Alcántara; los de la Orden de San Juan de Jerusalén, los de la de San Juan de Dios y los betlemitas, y todos los demás hospitales de cualquier clase». Sus bienes muebles e inmuebles quedaron «aplicados al crédito público» por lo que fueron declarados "bienes nacionales" sujetos a su inmediata desamortización.
Durante la guerra civil de 1822-1823 se produjeron hechos violentos anticlericales y clericales cada vez más desenfrenados. Como señaló Modesto Lafuente: «la guerra civil ardía entre tanto en la península, devastando principalmente las provincias de Cataluña, Aragón, Navarra y Vizcaya, y en escala inferior las de Castilla, Galicia, Valencia y Extremadura, alcanzando también a las Andalucías».
Donde la violencia anticlerical del bando liberal alcanzó mayor virulencia fue en Cataluña. Allí sus primeras víctimas fueron dos capuchinos que perdieron la vida el 22 de mayo durante la insurrección absolutista de Cervera y en total fueron ochenta los eclesiásticos muertos, cincuenta y cuatro en la diócesis de Barcelona (algunas de estas muertes se produjeron en combate o después de un juicio, pero otras fueron puros asesinatos, en ocasiones acompañados de torturas). El hecho más terrible se produjo el 17 de noviembre de 1822 en las afueras de Manresa donde fueron asesinados veinticuatro hombres tildados de absolutistas, entre ellos catorce clérigos y un fraile lego. «La proclama de la regencia de Urgel se quemó en Barcelona, se detuvieron a los desafectos al régimen, en su mayoría frailes, y en esa dialéctica de guerra civil, la ciudad fue escenario de asaltos a los conventos de capuchinos, dominicos, franciscanos y agustinos con un balance de más de cincuenta muertos, y también de deportaciones de frailes, medida que se repitió en Valencia y en Orihuela. Era la réplica colectiva de venganza contra las órdenes religiosas consideradas insurrectas. También hubo la respuesta institucional a través del ejército, dirigido por Mina, con decisiones de violencia inusitada, como la de Castellfullit. En ese transcurrir de la violencia, la espiral se hizo cada vez más feroz y ocurrían casos como el asalto y muerte del obispo de Vich [que murió en la ciudadela de Barcelona, donde había sido trasladado como prisionero tras ser detenido en su residencia episcopal, o fue fusilado cuando era conducido a Tarragona, según otras versiones, ante la cercanía de los Cien Mil Hijos de San Luis], o el fusilamiento de veinticinco frailes en Manresa [quince, según Fontana] o la devastación del monasterio de Poblet, no a manos de los soldados liberales, sino de los campesinos de los pueblos vecinos que talaron bosques y profanaron tumbas por el "clamoreo de las lisonjeras voces de libertad e igualdad", según el propio abad, aunque sus tierras ya estaban vendidas a particulares, o quizás por esto precisamente».
Entre los clérigos que se pusieron al frente de las partidas realistas estuvieron el cura Merino y el Trapense y cabecillas nuevos «como Gorostidi, Eceiza o Salazar, émulos de los anteriores en crueldad y en enarbolar la cruz para cometer todo tipo de desmanes». «Cuando El Trapense tomó La Seo de Urgel el 21 de junio de 1822, la acción se hizo famosa porque el fraile acaudilló el asalto, subido a la escala, con el crucifijo en la mano, y mató personalmente y con saña a los prisioneros. (...) El Trapense bendecía a la gente que se le arrodillaba a su paso, fingía revelaciones, montaba con el hábito remangado para "embotar las balas enemigas y hacerlo invulnerable". La primera ocasión en que mostró su ferocidad fue cuando se enfrentó al ejército constitucional en Cervera, incendió la población por dos ángulos opuestos, sembró las calles de cadáveres y vengó así a los capuchinos que habían matado los soldados en respuesta a los disparos desde el convento». Los escritores liberales lo consideraron un energúmeno y lo hicieron protagonista, junto con su «pareja», Josefina de Comerford, de «alguna truculenta novela romántica», según Caro Baroja.

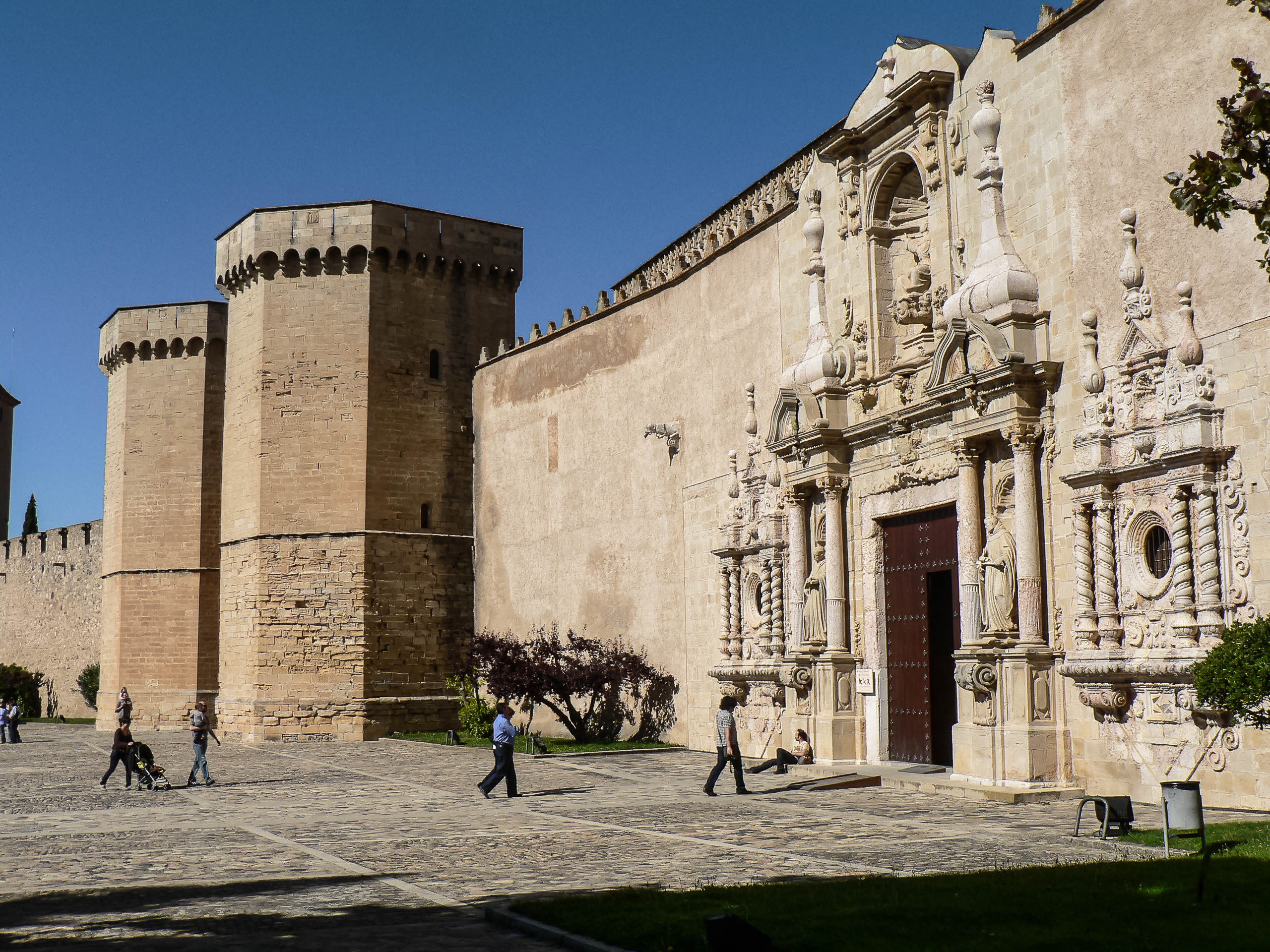
Portada de la Iglesia abacial (y a su derecha la Puerta Real) del Monasterio de Poblet. Fue asaltado y devastado por los campesinos de los pueblos vecinos que talaron bosques y profanaron tumbas por el "clamoreo de las lisonjeras voces de libertad e igualdad", según el propio abad.

El bando realista asaltó templos y atacó a clérigos del bando contrario. Por ejemplo, en enero de 1823 una partida realista entró en Burgo de Osma y saqueó las casas de un lectoral, un abad y un canónigo de la localidad. Asimismo el cura guerrillero Gorostidi no dudó en incendiar dos iglesias en Dicastillo y Durango para apresar a dos curas constitucionales. En general cometieron todo tipo de desmanes contra los liberales en los pueblos ocupados, una violencia alentada por el clero absolutista como se manifiesta en sus escritos, como el del canónigo de Málaga, Juan de la Buelga y Solís que escribió nada más acabar el Trienio: «jamás haré las paces» con quien no sea realista absoluto y católico, apostólico y romano. De la violencia absolutista desconocemos el número total de liberales que fueron asesinados por los realistas, «tras el tormento y el ensañamiento sanguinario correspondiente».
A diferencia de lo que sucede con el bando absolutista, en cuanto al bando liberal sí disponemos de varias relaciones de los eclesiásticos asesinados que dan una cifra cercana a los cien. En esas relaciones también se explica que muchos clérigos fueron asesinados después de haber sido desnudados y que algunos fueron torturados de forma cruel o fueron objeto de todo tipo de vejaciones antes de morir. «Uno de los milicianos participante en la muerte del franciscano Luis Pujol mojó una rebanada de pan en su sangre aún caliente; sobre la corona del vicario de Vilafortuny trincharon tabaco, después lo apuñalaron y todavía vivo lo arrojaron a un pozo; al cura de Santa Inés le sacaron los ojos, le retorcieron los dedos de las manos hasta arrancárselos y le acuchillaron la corona». En los ataques a templos y monasterios —como los de Poblet, Santes Creus o Montserrat— se realizaron, si bien de forma esporádica, actos sacrílegos como robar el copón con las hostias, acuchillar las imágenes o desenterrar los cadáveres de algunos religiosos «jugando y haciendo mil indecencias con ellos»», según relata un testigo. Además de «un ensañamiento particular con imágenes religiosas que fueron rasgadas e incluso fusiladas», «las tumbas de algunos eclesiásticos y nobles fueron saqueadas en busca de alhajas y sus cadáveres fueron objeto de burlas y juegos, probablemente para mostrar la debilidad y desafiar al poder eclesiástico».